# Tryckeriteatern
Tryckeriteatern är en finländsk amatörteater som är verksam i Karis. 
Tryckeriteatern inrättades hösten 1995 i tidningen Västra Nylands nästan tomma tryckerilokal vid Torggatan i Karis. Teatersalongen tillkom efter frivilliginsatser av lokala entusiaster med Holger Wickström, Robban Sederholm och Jan Lindroos från Västnyländska ungdomsringen i spetsen. Huvudlärare på teaterlinjen var Erik Pöysti, som 1996 satte upp den första samproduktionen mellan Västnyländska ungdomsringen (Raseborgs festspel) och Västra Nylands folkhögskola. Pöysti stannade i sex år, och under hans tid hade flera stora lyckade elevuppsättningar premiär, som Maratondansen (den första), Djurfarmen, Bloodbrothers samt Mästaren och Margarita. Vårens uppvaknande regisserades av Cris af Enehielm som i flera år var lärare i skådespelarkonst. 
Tryckeriteatern är hemvist för teaterlinjen vid Västra Nylands folkhögskola men är dessutom öppen för scenkonst av alla slag och kan hyras för bland annat kurser och konserter. Teatern har ca 240 sittplatser. Med tiden har teatern utvecklats till ett mångsidigt kulturhus för regionen med konserter, allsångskvällar, dans, elevmöten och teatergästspel (bland annat av Åbo svenska teater). Uppskattade föreställningar har varit teaterlinjens Hamlet i Åsa Salvesens regi (lärare vid teaterlinjen) med Erik Salvesens scenografi (premiär i mars 2006) och Swing Sisters med Roland Näse som kapellmästare och Lilli Sukula-Lindblom som regissör (2006). Fastigheten förvärvades 2009 av Svenska kulturfonden.
Hösten 2022 flyttar Tryckeriteatern in i det nybyggda kulturhuset Fokus. TryckeriTeaterns första egna tetaerproduktion i splitterny teatersal blir Agatha Christies mordmysterium ”Råttfällan”, i regi av Mika Fagerudd. Dörrarna öppnar för allmänheten till det nya kulturhuset Fokus officiellt under oktober.